# Silje Nordnes

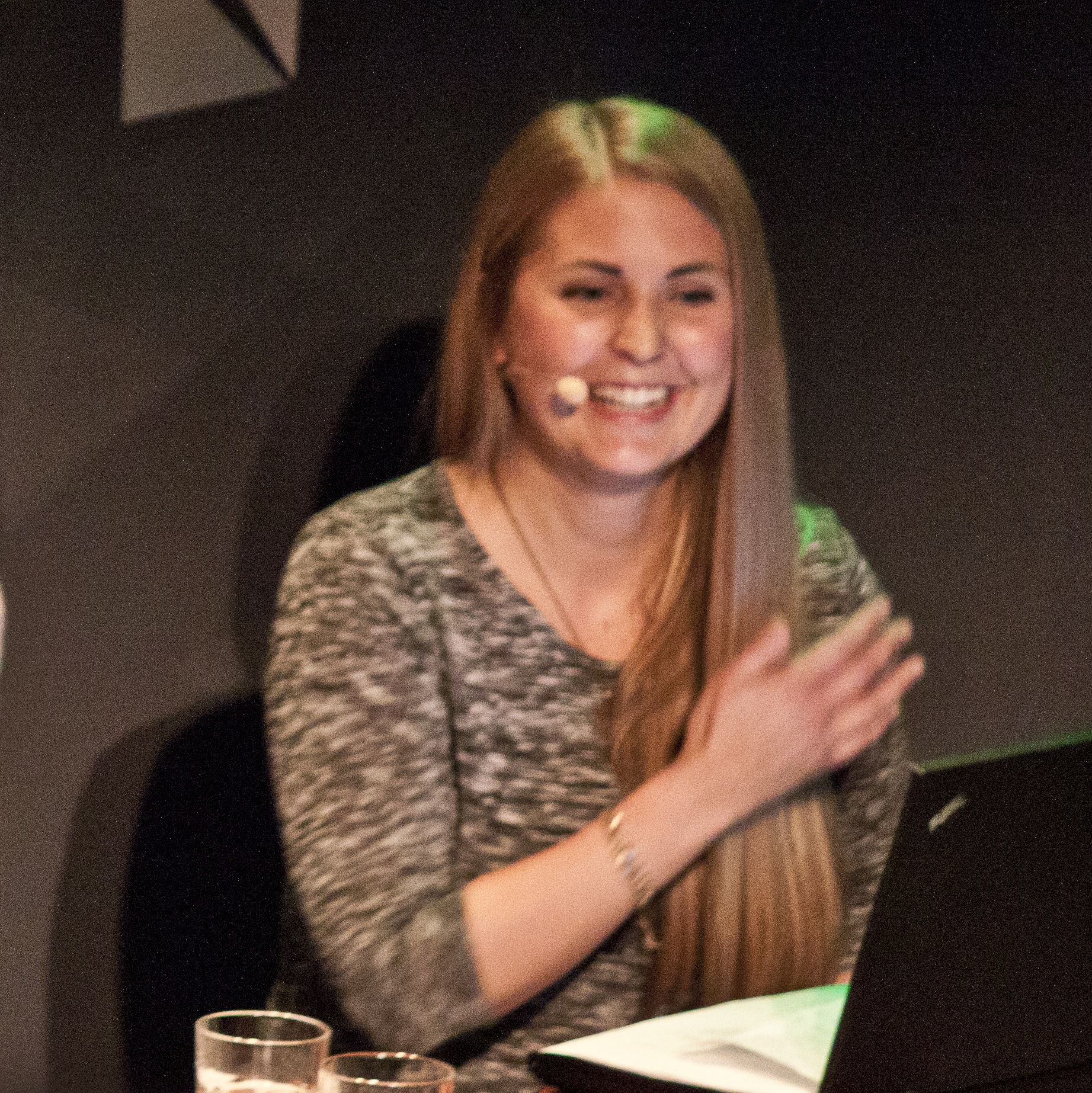
Silje Nordnes, 2014

Silje Therese Reiten Nordnes (* 28. November 1984 in Trondheim) ist eine norwegische Journalistin und Moderatorin. Bekanntheit erlangte sie unter anderem durch die Radiosendung P3morgen.

## Leben
Nordnes wuchs in der nordnorwegischen Gemeinde Hamarøy auf. Als 16-Jährige ging sie als Austauschschülerin nach Ecuador, wo sie zunächst ohne größere Sprachkenntnisse in einem kleinen Dorf lebte. An der Universität Oslo machte sie einen Bachelorabschluss in lateinamerikanischen Studien. Anschließend studierte sie Journalismus an der Hochschule Volda. Bevor sie zum Radiosender NRK P3 wechselte, arbeitete sie bei Radio Nova und beim Rundfunk Norsk rikskringkasting (NRK) in Nordland.
Bei NRK P3 war sie zunächst als Produzentin für die Morgensendung P3morgen tätig, bevor sie Reporterin und schließlich Moderatorin wurde. Nachdem sie zu Beginn nur vertretungsweise als Moderatorin eingesetzt worden war, übernahm sie die Tätigkeit später dauerhaft. Im Jahr 2014 erhielt sie gemeinsam mit Co-Moderator Ronny Brede Aase beim Radiopreis Prix Radio die Auszeichnung in der Kategorie „Moderatorenteam des Jahres“. Nach dem Anschlag von Orlando am 12. Juni 2016 brach Nordnes während eines Berichts über das Attentat in Tränen aus. Das Video dazu wurde innerhalb eines Tages 300.000 Mal gesehen und verschiedene Zeitungen berichteten davon. Die Situation wurde im September 2017 schließlich beim Prix Radio zum Radiomoment des Jahres gewählt.
Im Jahr 2017 moderierte Nordnes die Reality-Sendung Skårungen. Des Weiteren leitete sie zwischen 2017 und 2018 mehrere Folgen der Unterhaltungssendung Sommeråpent. Das Trio bestehend aus Nordnes, Ronny Brede Aasen und Markus Neby hatte im Dezember 2019 seine letzte P3morgen-Sendung. Im Herbst 2020 übernahm Nordnes erstmals die Moderation der NRK-Fernsehshow Maskorama, der norwegischen Version von der in Deutschland als The Masked Singer bekannten südkoreanischen Fernsehshow King of Mask Singer. Als Ersatz für Ingrid Gjessing Linhave sprang sie im Frühjahr 2021 als Moderatorin beim Melodi Grand Prix 2021 ein. Im Juni 2021 führte Nordnes durch die von der LGBT-Aktivistin Kim Friele handelnde Dokumentation Kim Friele – homokampens førstedame und moderierte eine Live-Übertragung der Gay-Pride-Veranstaltung in Oslo. Nordnes wirkte in der 2024 ausgestrahlten fünften Staffel der Reality-Serie Kompani Lauritzen mit.
Im August 2024 moderierte sie gemeinsam mit Mona Berntsen den Eurovision Young Musicians.

## Auszeichnungen
Gullruten
- 2022: Nominierung in der Kategorie „Beste/r Moderator/in – Unterhaltung“ (für Maskorama)
- 2022: Nominierung in der Kategorie „Publikumspreis“[12]
- 2025: Nominierung in der Kategorie „Beste/r Moderator/in – Unterhaltung“ (für Maskorama)[13]